# Strukturacja
Strukturacja – wewnętrzna dynamika każdej społeczności urzeczywistniająca się jako proces powstawania, powielania i praktycznego wykorzystywania organizacyjnych struktur w życiowych poczynaniach członków danego społeczeństwa.